# Насыров, Рауф Хаевич
Рауф Хаевич Насыров (11 ноября 1935 — 6 июня 2014) — советский башкирский писатель и журналист. Член Союза журналистов (1970), Союза писателей (1999). Заслуженный работник культуры РФ (1993) и БАССР (1978). Почётный гражданин г. Учалы и Учалинского района (2005).

## Биография
Родился в д. Кужаево Учалинского района БАССР. Учился в Наурузовской средней школе.
Работал шлифовщиком в г. Миассе, служил в армии. После демобилизации работал радиотелеграфистом, начальником отдела кадров Поляковского совхоза.
Окончил 3 курса Стерлитамакского пединститута, затем факультет журналистики Уральского государственного университета имени М. Горького.
Печатался с 1960 года в местной прессе. С 1967 по 1982 год был редактором объединенной газеты «Серп и Молот», позднее — заведующий отделом пропаганды, заместителем главного редактора газеты «Совет Башкортостаны» («Советская Башкирия»), редактором отдела журнала «Ватандаш». С 2001 по 2002 год — сотрудник журнала «Агидель».

## Творчество
Автор книг «Уҙамандарҙы эҙләйем» (1997; «Ищу человека»), «Ҡылыс кында килешә» (2000; «Сабля хороша в ножнах»), «Ҡайҙан һин, Матросов?» (1992; в рус. пер. «Откуда ты родом, Матросов?», 1994), «А.Матросов: поиск истины» (2007), «Руда и люди» (2004), «Отчий край» (2005).
Телефильм «Ищите меня под фамилией Матросов» (2001; реж. А. А. Нурмухаметов, ГТРК «Башкортостан»).

## Награды и звания
Литературные премии имени Ш. Худайбердина и Мусы Муртазина